# تناضح أمامي

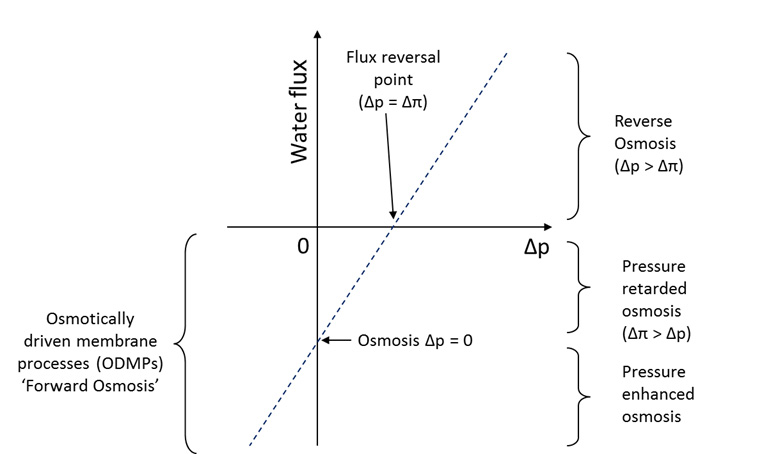

تُستخدَم عملية التناضح الأمامي (بالإنجليزية: Forward Osmosis) في العملية الأسموزية الطبيعيّة؛ والتي تتحرك فيها المادة من منطقة ذات تركيز منخفض إلى منطقة ذات تركيز عالٍ، حيث تستهلك العملية كمية طاقة أقلّ من تلك المستخدَمة لعملية التناضح العكسي، ممّا يؤدي إلى خفض التكلفة إلى النصف مقارنة بتكلفة التناضح العكسي، فبدلاً من ممارسة قوة على المحلول من خلال تدرّج الضغط، فإنّ هذه العملية تسمح للمحلول بالتحرّك بشكل طبيعيّ، فعند تحليّة المياه، يتحرّك محلول البحر عبر غشاء شبه نفّاذ إلى محلول شديد التركيز من أملاح الأمونيا، وتبقى أملاح البحر على الجانب الآخر من الغشاء، ثمّ يتمّ تسخين المحلول لتتبخّر أملاح الأمونيا منه، ويكون الملح الناتج صالحاً للاستخدام، لكن هذه التقنية تعتبر جديدة إلى حدّ ما لتطبيقها على تحلية الماء على نطاق واسع، وبالتالي فهي تحتاج إلى تمويل، وبحث لتحديد النقاط التي يمكن تحسينها، والتي تُقلّل من تكاليف الطاقة.